# Győrsövényház
Győrsövényház é um município da Hungria, situado no condado de Győr-Moson-Sopron. Tem 24,21 km² de área e sua população em 2015 foi estimada em 772 habitantes.